# Um 9 Uhr geht die Erde unter
Um 9 Uhr geht die Erde unter (Originaltitel: City Beneath the Sea) ist ein US-amerikanischer Fernsehfilm von Irwin Allen aus dem Jahr 1971 mit Stuart Whitman in der Hauptrolle. Der Science-Fiction-Film wurde durch den Sender NBC am 25. Januar 1971 als Fernsehfilm der Woche (Movie of the Week) zum ersten Mal ausgestrahlt und war als Pilotfilm für eine mögliche Fernsehserie vorgesehen, die jedoch nicht umgesetzt wurde. Der Film startete am 16. Juli 1971 in den deutschen Kinos.

## Handlung
Im Jahr 2053 sind die Vereinigten Staaten von schweren Erdbeben bedroht. In der von Admiral Matthews mitentworfenen Unterwasserstadt Pacifica sollen die Goldreserven sowie das spaltbare Material der Landes gelagert werden. Als ein Meteorit die Stadt bedroht, befiehlt Admiral Matthews die Evakuierung der Anlage, was dessen Bruder zum Raub des Goldes nutzen will. Nachdem der Einschlag ausbleibt, kann der Admiral die kriminellen Pläne seines Bruders vereiteln.

## Kritiken
„Naiver Science-Fiction-Film ohne inszenatorische Besonderheiten.“